# 橙果五层龙
橙果五层龙（学名：Salacia aurantiaca）是卫矛科五层龙属的植物，是中国的特有植物。分布于中国大陆的云南等地，生长于海拔120米至140米的地区，多生在疏林中，目前尚未由人工引种栽培。